# PRIMA ROSA
『PRIMA ROSA』（プリマローザ）は、島谷ひとみの6枚目のオリジナルアルバム。2007年3月7日発売。avex traxよりリリース。

## 解説
- 前作『Heart&Symphony』がクロスオーバーテイストで一貫したアルバムであったのに対し、今作はほとんどが異ジャンルの曲同士で構成されている。ラテンからクロスオーバー、ポップス、ロック等。
- 「CDのみ」の形態では鈴木雅之とのデュエットソング「ふたりでいいじゃない」を収録。
- 「CD+DVD」のDVDは、先行シングル6曲のPV（内「Dragonfly」はPRIMA ROSA versionとしてシングルとは違うバージョンを収録）と、「Ramblin'」、「晴れた日は…（off shot movie）」、およびライブ『crossover II』より3曲の映像を収録した計11曲で構成されている。

## 収録曲
1. Ramblin'
  - 作詞：上田起士／作曲・編曲：吉川慶
  - 日本テレビ系「THE・サンデー」エンディングテーマ
  - PVはストーリー仕立てとなっている。
2. 君の声
  - 作詞：BULGE・菊池達也／作曲・編曲：菊池達也／ストリングスアレンジ：クラッシャー木村
3. 晴れた日は…
  - 作詞：島谷ひとみ／作曲・編曲：市川淳／ストリングスアレンジ：弦一徹
4. Dragonfly
  - 作詞：BULGE／作曲・編曲：yamazo
  - TBS系「アイチテル!」2・3月度エンディングテーマ
5. サイケデリック＊フューチャー
  - 作詞：BULGE／作曲:TANATONOTE／編曲：丸本修
6. Camellia -カメリア-（PRIMA ROSA Version）
  - 作詞：BOUNCEBACK／作曲・編曲：中野雄太
  - 日本テレビ系「落下女」3月度エンディングテーマ
7. Destiny -太陽の花-
  - 作詞：六ツ見純代／作曲・編曲：柳沢英樹／オーケストラアレンジ：曽我大介
  - よみうりテレビ・日本テレビ系アニメ「ブラック・ジャック21」オープニングテーマ
8. プラハの女
  - 作詞：shungo.／作曲・編曲：川端良征
9. 恋水 -tears of love-
  - 作詞：島谷ひとみ+宮崎歩／作曲：宮崎歩／編曲：宮崎歩+宮崎道
  - テレビ東京系「水曜ミステリー9」エンディングテーマ
10. PASIO〜パッシオ
  - 作詞：康珍化／作曲・編曲：酒井ミキオ
  - 日本テレビ系「NNN Newsリアルタイム」エンタメSPORTSテーマソング
  - 日本テレビ系「グッドルッキンクラブ」エンディングテーマ
11. El Dorado
  - 作詞：shungo.／作曲・編曲：中野雄太
12. 春待人
  - 作詞・作曲：BOUNCEBACK／編曲：中村康就
  - テレビ東京系「第3回全日本大学女子選抜駅伝」中継テーマソング
  - エムティーアイ「music.jp」CMソング
  - シングルに収録されたものとは終わり方が異なり、フェードアウトではなくなっている。
13. Brand new Dream
  - 作詞：島谷ひとみ／作曲・編曲：kanke／オーケストラアレンジ：前嶋康明
14. ふたりでいいじゃない
  - 作詞：秦建日子・松尾潔／作曲･編曲：宇佐美秀文
  - TBS系ドラマ「愛の劇場・結婚式へ行こう!」オープニングテーマ
  - テレビ東京系ドラマ「水曜ミステリー9」エンディングテーマ
  - CD初回盤のみ収録ボーナストラック

## CD EXTRA
- -Live at Tokyo Metropolitan Art Space 4.18.2006-
with Diasuke Soga, Tokyo New City Orchestra

## DVD

### Music Clip
1. 春待人
2. Camellia -カメリア-
3. Destiny -太陽の花-
4. 恋水-tears of love-
5. PASIO〜パッシオ
6. Dragonfly（PRIMA ROSA Version Music Clip）
7. Ramblin'
8. 晴れた日は…（Offshot Movie）

### Bonus Contents
from LIVE DVD Special Live　"crossover Ⅱ"
1. 沙羅双樹
2. Destiny -太陽の花-
3. Camellia -カメリア-